# Golgol Mebrahtu
Golgol Tedros Mebrahtu (tigrinia ጎልጎል ተድሮስ መብራህቱ, ur. 28 sierpnia 1990 w Chartumie) – australijsko-erytrejski piłkarz grający na pozycji napastnika. Od 2022 roku gra w indonezyjskim PSM Makassar.

## Młodość
Jego rodzice są Erytrejczykami, którzy uciekli do sąsiedniego Sudanu z powodu wojny o niepodległość Erytrei, gdzie Golgol urodził się w 1990 roku. W 1995 powrócił razem z rodziną do Erytrei. Po wybuchu nowej wojny, cała rodzina uciekła do Australii w roku 1999, gdzie rok później nadano im status uchodźców wojennych. Mebrahtu zaczął trenować piłkę nożną w klubach z miasta Brisbane.

## Kariera klubowa
W czerwcu 2009 roku Mebrahtu podpisał 3-letni kontrakt z Gold Coast United, po udanych testach w kwietniu tego samego roku. Następnie grał w Melbourne Heart i Western Sydney Wanderers, skąd trafił do Europy. W połowie 2016 roku, podpisał kontrakt z FK Mladá Boleslav, występującej w 1. czeskiej lidze. 20 sierpnia 2018 podpisał roczny kontrakt ze Spartą Praga, jednak nie zdołał przebić się do pierwszego składu i rozegrał w praskim klubie 7 meczów. 22 lipca 2019 związał się z węgierskim klubem Puskás Akadémia, grającym w Nemzeti Bajnokság I. 22 stycznia 2021 powrócił do Australii, wiążąc się z Brisbane Roar. Swojego pierwszego gola dla klubu strzelił 21 marca 2021, ustalając wynik meczu przeciwko Wellington Phoenix na 1:1. 11 stycznia 2022 podpisał kontrakt z indonezyjskim klubem PSM Makassar.

## Kariera reprezentacyjna
Ze względu na swoje miejsce urodzenia i pochodzenie, Mebrahtu jest uprawniony do reprezentowania trzech krajów: Australii – państwa, którego jest naturalizowanym obywatelem, Sudanie – państwa, w którym się urodził, i Erytrei – państwa, którego jest pierwotnym obywatelem, wedle zasady prawa krwi.
W czerwcu 2011 roku rozegrał jeden mecz dla reprezentacji Australii U-23, przeciwko Japonii U-23 (przegrana 1:3). Mebrahtu wszedł na boisko w 64. minucie tego spotkania.
W sierpniu 2018 roku Mebrahtu został poproszony przez Daniela Solomona, agenta z Erytrejskiej Narodowej Federacji Piłki Nożnej, o grę dla Erytrei, czyli kraju jego pochodzenia. Pierwszy raz został powołany do reprezentacji Erytrei na dwumecz eliminacyjny strefy CAF do Mistrzostw Świata w Piłce Nożnej 2022 przeciwko Namibii we wrześniu 2019 roku. Nie rozegrał jednak żadnego meczu w reprezentacji ani nie znalazł się w składzie meczowym.